# Alexander van Sasse van Ysselt
Alexander Frederik Oscar van Sasse van Ysselt (Waalwijk, 20 april 1852 – Interlaken, 6 augustus 1939) was een Nederlands politicus, genealoog en historicus.

## Leven en werk
Van Sasse van Ysselt, zoon van jhr. mr. L.B.C.L. van Sasse van Ysselt en Th.M.B. barones van Hugenpoth tot Aerd, studeerde rechten aan de Hogeschool te Leiden en promoveerde aldaar in 1876. Vanaf 1901 was hij voor de RKSP eerst lid van de Tweede Kamer en vervolgens lid van de Eerste Kamer. Als volksvertegenwoordiger was hij woordvoerder op het gebied van justitie. Daarnaast vervulde functies bij de rechterlijke macht, hij was onder meer president van het Gerechtshof 's-Hertogenbosch.
Naast deze functies was hij lid van diverse staatscommissies, voorzitter van de Hoge Raad van Adel. Hij schreef onder meer diverse historische en genealogische publicaties over de Meierij van 's-Hertogenbosch.
Van Sasse van Ysselt was respectievelijk ridder, grootofficier en commandeur in de Orde van de Nederlandse Leeuw. Hij was tevens lid van het Heilig Kerstmisgilde in Haarlem en voorzitter van het Provinciaal Genootschap van Kunsten en Wetenschappen in Noord-Brabant.
Van Sasse van Ysselt was ongehuwd, hij was van vaderszijde een kleinzoon van de liberale politicus Leopold van Sasse van Ysselt en van moederszijde een kleinzoon van de conservatieve minister A.W.J.J. baron van Hugenpoth tot Aerdt. Hij overleed in 1939 op 87-jarige leeftijd in een hotel te Interlaken, Zwitserland, ten gevolge van een blessure aan een van zijn longen, die hij in de trein op weg naar zijn vakantieverblijf had opgelopen.